# Viktor Tchernov
Pour les articles homonymes, voir Tchernov.
Viktor Mikhaïlovitch Tchernov (en russe : Виктор Михайлович Чернов) était un homme politique socialiste russe, né le 7 novembre 1873 à Novoouzensk, en Russie, et mort le 15 avril 1952 à New York, aux États-Unis.

## Biographie
Viktor Tchernov est le fils de Mikhaïl Tchernov et d'Anna Boulatova. Étudiant en droit, il devient rapidement le dirigeant de l'Union illégale des étudiants de Moscou et est gagné au « socialisme populiste ». Il est rapidement emprisonné pour son activité. En 1901, après un séjour en Suisse, il participe à la fondation d'un parti favorable aux paysans, le Parti socialiste révolutionnaire (SR), « successeur » du groupe Narodnaïa Volia. Il est délégué du parti SR, avec Catherine Breshkovski lors de la conférence de Genève de 1905. Il est à l'origine de la création de la revue Préceptes en 1912.
De nouveau exilé après 1905, il maintient un contact étroit avec ses camarades restés en Russie et obtient la liquidation de la branche terroriste des SR lorsqu'on découvre en 1909 que son chef, Yevno Azev, était un agent de la police politique tsariste. Il condamne l'entrée de la Russie dans la Première Guerre mondiale, et participe à la conférence de Zimmerwald en 1915 qui rassemble les socialistes européens opposés à l'Unions sacrée. L'année suivante, il ne se rend pas à la conférence de Kiental, prend ses distances avec les révolutionnaires émigrés et se rapproche de la cause de la défense nationale. 
La révolution de Février lui permet de revenir en Russie. Il participe alors au mouvement révolutionnaire. Au mois de mai 1917, il est nommé ministre de l'Agriculture dans le Gouvernement provisoire dirigé par Alexandre Kerenski. En septembre 1917, il est favorable à la constitution d'un gouvernement regroupant tous les courants socialistes (différents courants du POSDR et des SR). En octobre 1917, il s'oppose à la prise du pouvoir par les bolcheviks.
En janvier 1918, il est élu président de l'Assemblée constituante, contre la SR de gauche Maria Spiridonova, mais l'Assemblée est dissoute au bout d'un jour par le pouvoir bolchevik. Après l'interdiction de son parti, il est membre du gouvernement de Samara. Il s'exile ensuite en Europe en passant notamment par Marseille. Il entre en France le 3 octobre 1938. Le 25 février 1941, il fait une demande de passeport Nansen au titre de réfugié russe. Sur sa demande de passeport, il se déclare journaliste et souhaite rejoindre New-York pour y résider et y travailler. Il meurt aux États-Unis.

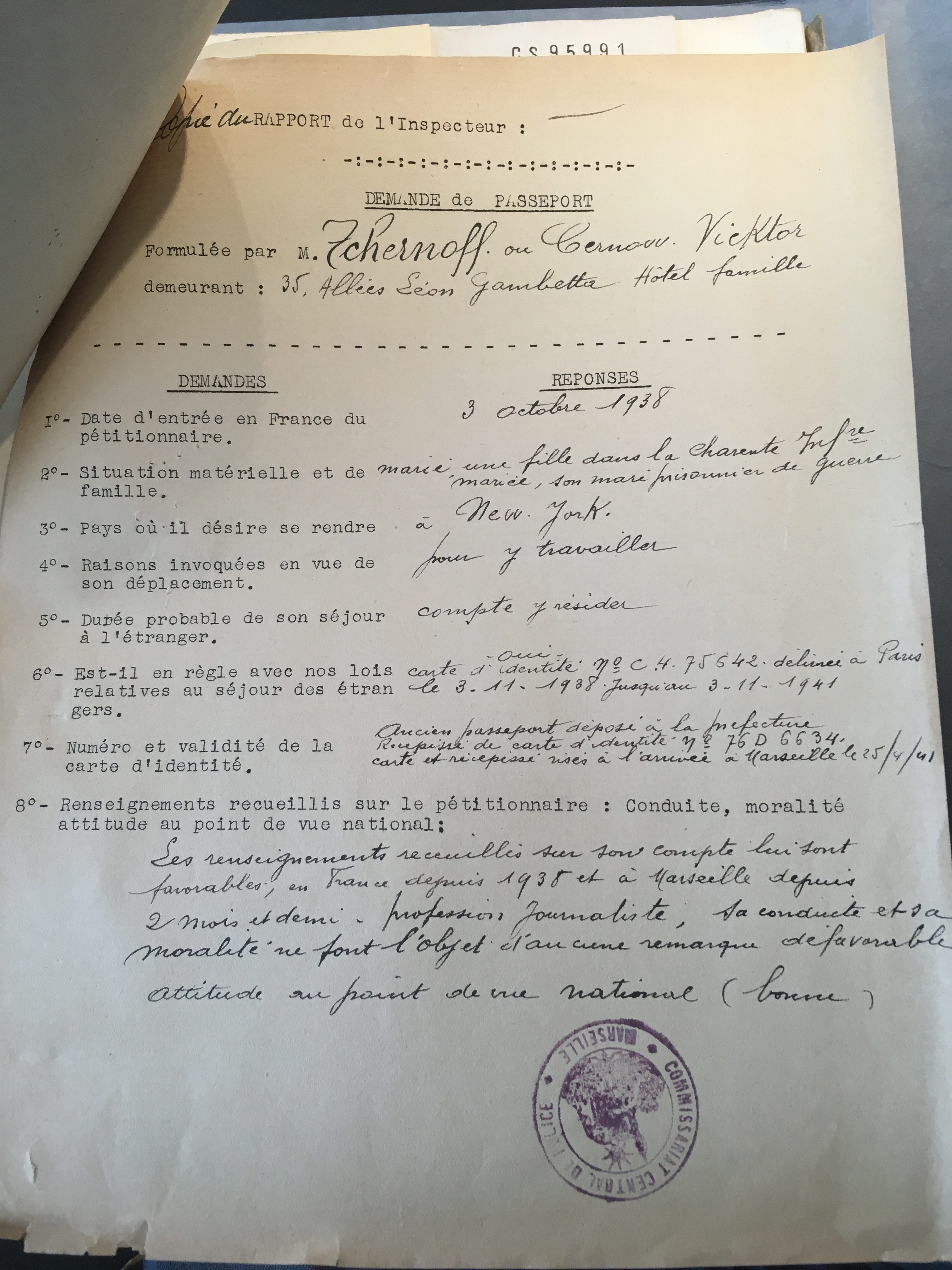

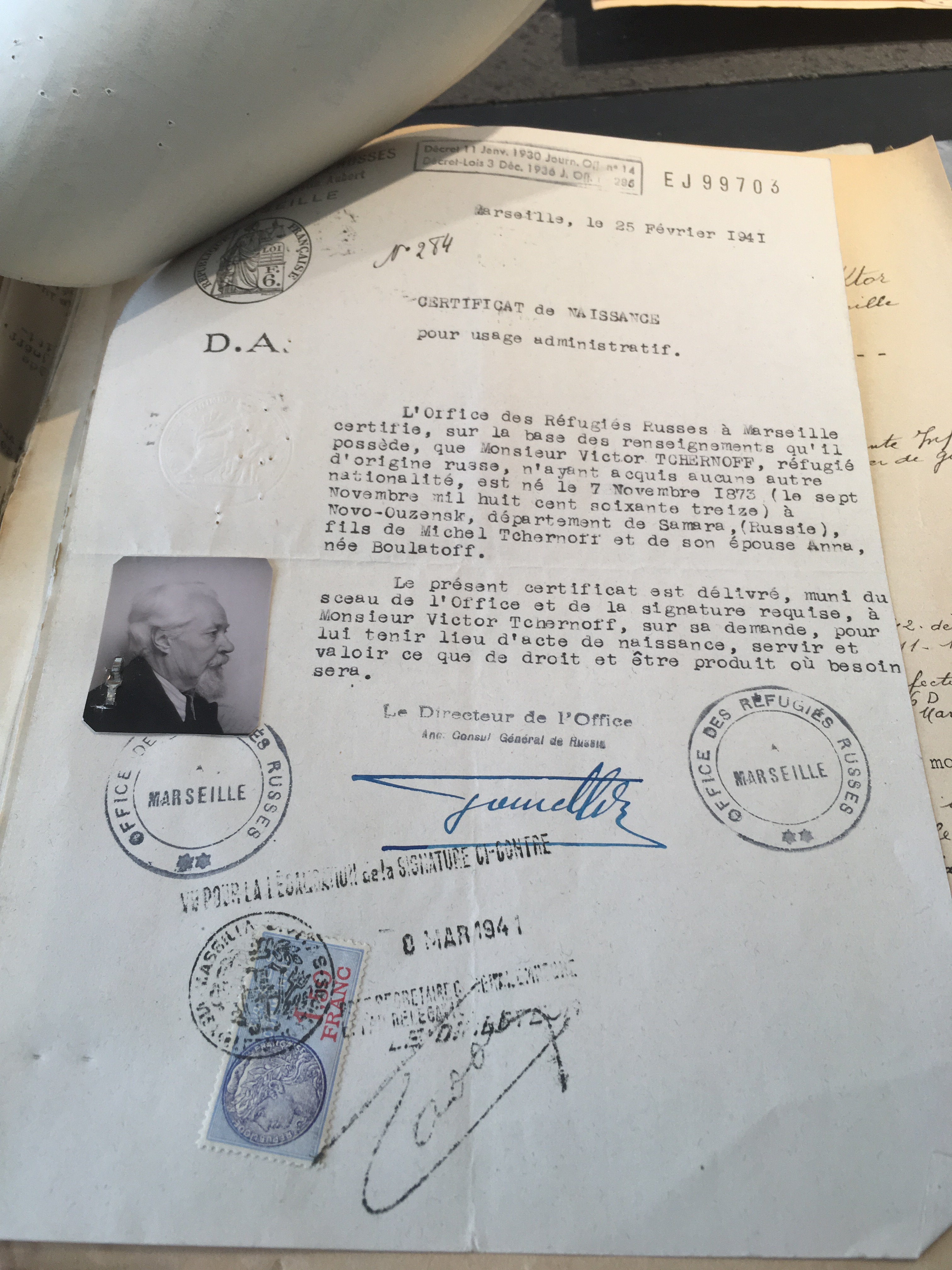